# Middlesex University

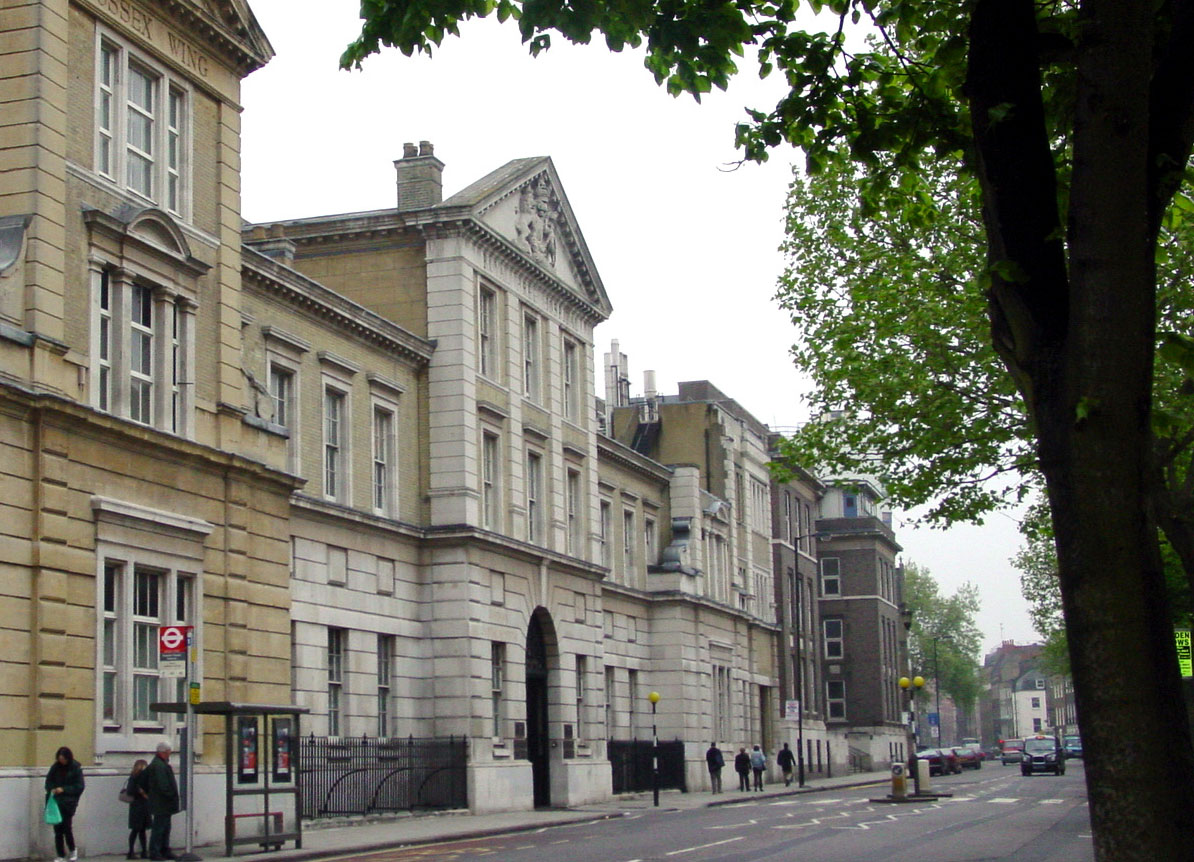
Royal Free Hospital, Middlesex University

Die Middlesex University ist eine Universität in Hendon, im Norden von London, England. Die Universität entstand 1973 durch den Zusammenschluss mehrerer Hochschuleinrichtungen und erhielt 1992 den Namen Middlesex University. Namensgeber der Universität ist die ehemalige englische Grafschaft Middlesex.

## Überblick
Middlesex University ist eine der größten Universitäten in Großbritannien, mit fast 40.000 Studenten weltweit in London, Dubai, Malta, Mauritius und bei einigen akademischen Partnern und 1.900 Angestellten.
Die Universität hat drei Standorte im Norden von London: Hendon, Enfield und bis 2012 Trent Park. Ebenso gehört eine medizinische Abteilung zur Universität mit den Lehrkrankenhäusern Royal Free Hospital (Hampstead), Whittington Hospital (zusammen mit dem University College London), Chase Farm und North Middlesex Hospital.
Einige der Standorte sind architektonisch und historisch sehr interessant, wie z. B. der in einem 4 km² großen Park gelegene Trent Park Campus. Der Cat Hill Campus beherbergt auch das universitätseigene Museum of Domestic Design and Architecture (MoDA).
2005 wurde als internationale Zweigstelle der Middlesex University ein Campus in Dubai eröffnet, 2009 ein weiterer auf Mauritius und seit September 2013 befindet sich ein Außencampus auf Malta. Über einige internationale akademische Partner ist an der Middlesex University auch ein Fernstudium (oft in der jeweiligen Landessprache) möglich.
Die Middlesex University ist eine der Universitäten mit dem höchsten Anteil internationaler Studenten und erhielt dreifach den Queen’s Anniversary Prize for Further and Higher Education.

## Geschichte
Zu den Ursprüngen der Hochschule zählen das 1878 gegründete St Katherine’s College, das der Lehrerausbildung gewidmet war, und das 1882 entstandene Hornsey College of Art. Die Niederlassung in Dubai wurde 2005 eröffnet, die auf Mauritius 2009 und auf Malta 2013.

## Schools (Fakultäten)
- School of Art and Design
- Business School
- School of Health and Education
- School of Law
- School of Media and Performing Arts
- School of Science and Technology

## Zahlen zu den Studierenden
3,616 Studierende lernen in der Niederlassung in Dubai, auf Mauritius sind es über 1.000. Von den 20.175 Studenten des Studienjahrens 2019/2020 waren 11.580 weiblich (57,4 %) und 8.595 männlich (42,6 %). 14.385 Studierende kamen aus England, 70 aus Schottland, 85 aus Wales, 25 aus Nordirland, 1.915 aus der EU und 3.675 aus dem Nicht-EU-Ausland. 14.880 der Studierenden strebten 2019/2020 ihren ersten Studienabschluss an, sie waren also undergraduates. 5.290 arbeiteten auf einen weiteren Abschluss hin, sie waren postgraduates. Davon arbeiteten 945 in der Forschung.
Die Studentenzahl wurde 2013/2014 für sämtliche Niederlassungen mit 38.500 angegeben, die Mitarbeiterzahl lag damals bei etwa 1.900.

## Bekannte Alumni
- Monica Ali (* 1967),  Schriftstellerin
- Adam Ant (* 1954), Musiker
- Lady Sarah Armstrong-Jones (* 1964), Tochter von Prinzessin Margaret, Countess of Snowdon
- Gladys Asmah (1939–2014), ghanaische Politikerin
- Ben Barkow (* 1956), Direktor der Wiener Library
- Ray Davies (* 1944), Rockmusiker
- Martin Endel (* 1984), Hochschullehrer, Musik-Produzent
- Mike Figgis (* 1948), Filmregisseur
- Chris Fischer (* 1982), Hochschullehrer, Webdesigner
- Roger Glover (* 1945), walisischer Rockmusiker (Deep Purple)
- Nick Harvey, Abgeordneter (Liberal Democrats)
- James Herbert (1943–2013), Schriftsteller
- Kim Howells, Abgeordneter (Labour)
- Allen Jones (* 1937), Künstler
- Matthias Kannengiesser (* 1974), Autor, Fachjournalist
- Anish Kapoor (* 1954), Bildhauer
- Carsten Kengeter (* 1967), Vorstandsvorsitzender der Deutsche Börse AG
- Nick Leeson (* 1967), Börsenspekulant
- Helen Mirren (* 1945), Schauspielerin
- Anton Ranjith Pillainayagam (* 1966), sri-lankischer römisch-katholischer Geistlicher und Weihbischof in Colombo
- Vic Reeves (* 1959), Comedian
- Florian C. Scholz (* 1977), Komponist, Buchautor, Hochschullehrer, Tonmeister
- Vivienne Westwood (1941–2022), Designerin